# Keppeshausen
Keppeshausen település Németországban, Rajna-vidék-Pfalz tartományban. Lakosainak száma 17 fő (2023. december 31.). Keppeshausen Parc Hosingen, Rodershausen és Waldhof-Falkenstein községekkel határos.

## Népesség
A település népességének változása:
| Lakosok száma | 7    | 14   | 12   | 18   | 18   | 17   |
|               | 1975 | 2017 | 2019 | 2021 | 2022 | 2023 |